# 斯圖代尼察修道院
43°29′9.996″N 20°32′12.012″E / 43.48611000°N 20.53667000°E
斯圖代尼察修道院為一座位於塞爾維亞拉什卡州的塞爾維亞正教會修道院，其位於拉什卡州首府克拉列沃西南方39公里處，由中世紀時尼曼雅王朝的創建者斯特凡·尼曼雅一世在1190年創建。
斯圖代尼察修道院以其13世紀至14世紀期間的拜占庭藝術和濕壁畫群而聞名。1986年11月，斯圖代尼察修道院經世界遺產委員會通過登錄為世界遺產，為塞爾維亞第2個世界文化遺產。

## 歷史
尼曼雅王朝的創始者斯特凡·尼曼雅一世在1190年創建了斯圖代尼察修道院，以敬獻予天主之母。隨後，在尼曼雅一世的小兒子圣萨瓦的支持下，規模逐漸擴大，斯圖代尼察修道院成為塞爾維亞的政治、宗教和文化中心，聖薩瓦並在此建立了塞爾維亞第一所醫學院。在聖薩瓦的著作《斯圖代尼察禮儀典章》中描述了修道院中的生活。
17世紀土耳其人統治期間，拆毀了部分的鉛製屋頂以製作彈藥。大土耳其战争（1683－1699）後，斯圖代尼察修道院遭受洗劫，遺失許多珍貴文物。19世紀初第一次塞爾維亞起義時修道院遭受嚴重破壞，部分建築損毀。
斯圖代尼察修道院在1846年時進行了非專業的修建，當時修復者使用新的灰泥覆蓋了原有的濕壁畫，修道院的聖幛被更改為巴洛克風格，其與修道院的拜占庭式建筑風格不符，這樣的情況在約100年後獲得改善。1951年進行專業的修復，將之前在1846年時覆蓋的灰泥移除，顯露出原本的濕壁畫。同時，也發現了聖薩瓦當年在教堂的題詞。
斯圖代尼察修道院在1979年4月被列為塞爾維亞極為重要文化遺產，1986年經世界遺產委員會通過登錄為世界遺產，成為塞爾維亞第2個世界文化遺產。

## 建築與藝術

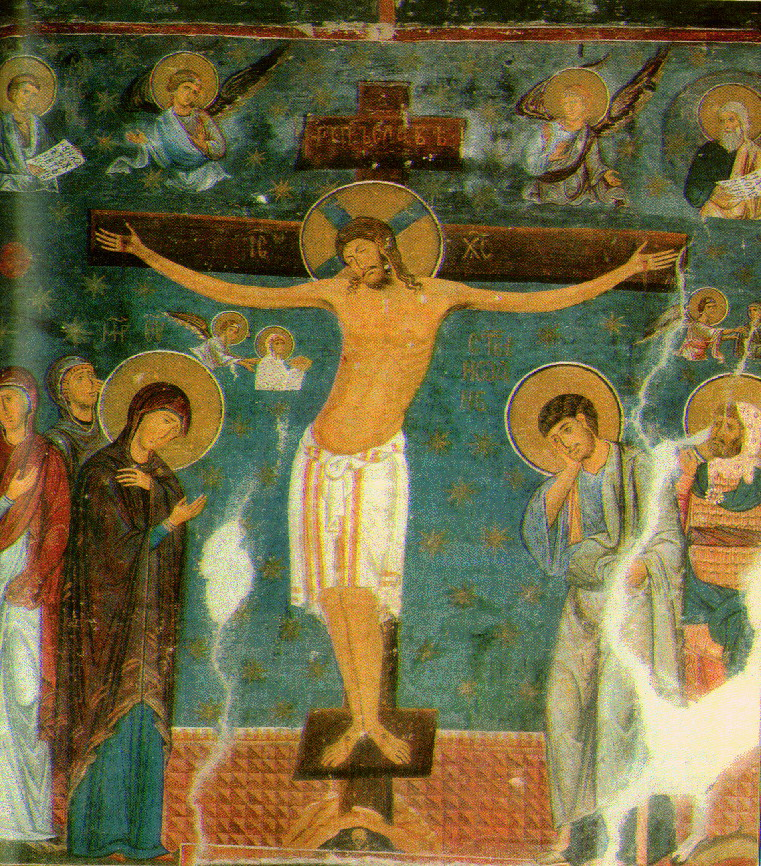
「耶穌受難圖」，位於斯圖代尼察修道院之聖母教堂內

斯圖代尼察修道院建築群混合了拉什卡式、拜占庭式，以及羅曼式建築風格。斯圖代尼察修道院在尼曼雅一世時期，於1183至1196年間建造，後世又再陸續增建。過去曾有14間教堂與數間小圣堂，但僅有有3間教堂保存至今。斯圖代尼察修道院現存建築中，最重要的兩棟為聖母教堂，以及聖若亞敬和聖亞納教堂，兩座教堂內有13至14世紀珍貴的濕壁畫。其他的建築包括圣尼古拉教堂、鐘塔、食堂、修道院宿舍、博物館等。
聖母教堂建於1186年，建築結構為圓頂單殿巴西利卡、東面有半圓形後殿、西面有教堂前廳，外牆以白色大理石砌成，立面有羅曼式的裝飾，內有尼曼雅一世、他的妻子安娜，以及他的兒子，也是第一位加冕為塞爾維亞國王的斯特凡·尼曼雅二世之墓室。
聖母教堂內著名的濕壁畫「耶穌受難圖」創作於1208年，畫中有很大一部分的顏色為「拜占庭藍」（Byzantine Blue），在13世紀初這種顏色的顏料非常珍貴，其價格甚至高於同等重量的黃金。
聖若亞敬和聖亞納教堂建於1314年，位於聖母教堂南側，後世更常以其創立者塞爾維亞國王斯特凡·烏羅什二世而稱為國王教堂。國王教堂牆面亦以白色大理石砌成，上方有八角形的屋頂，內有描繪聖母生平事蹟的濕壁畫。

## 世界遺產登錄
1986年11月，第10屆世界遺產委員會會議於法国首都巴黎召開，塞爾維亞提報項目「斯圖代尼察修道院」項目經大會通過登錄為世界遺產，成為塞爾維亞第2個世界文化遺產。
该世界遗产被认为满足世界遺產登錄基準中的以下基準而予以登錄：
- （i）表现人类创造力的经典之作。
- （ii）在某期间或某种文化圈里对建筑、技术、纪念性艺术、城镇规划、景观设计之发展有巨大影响，促进人类价值的交流。
- （iv）关于呈现人类历史重要阶段的建筑类型，或者建筑及技术的组合，或者景观上的卓越典范。
- （vi）具有显著普遍价值的事件、活的传统、理念、信仰、艺术及文学作品，有直接或实质的连结（世界遗产委员会认为该基准应最好与其他基准共同使用）。

## 圖集

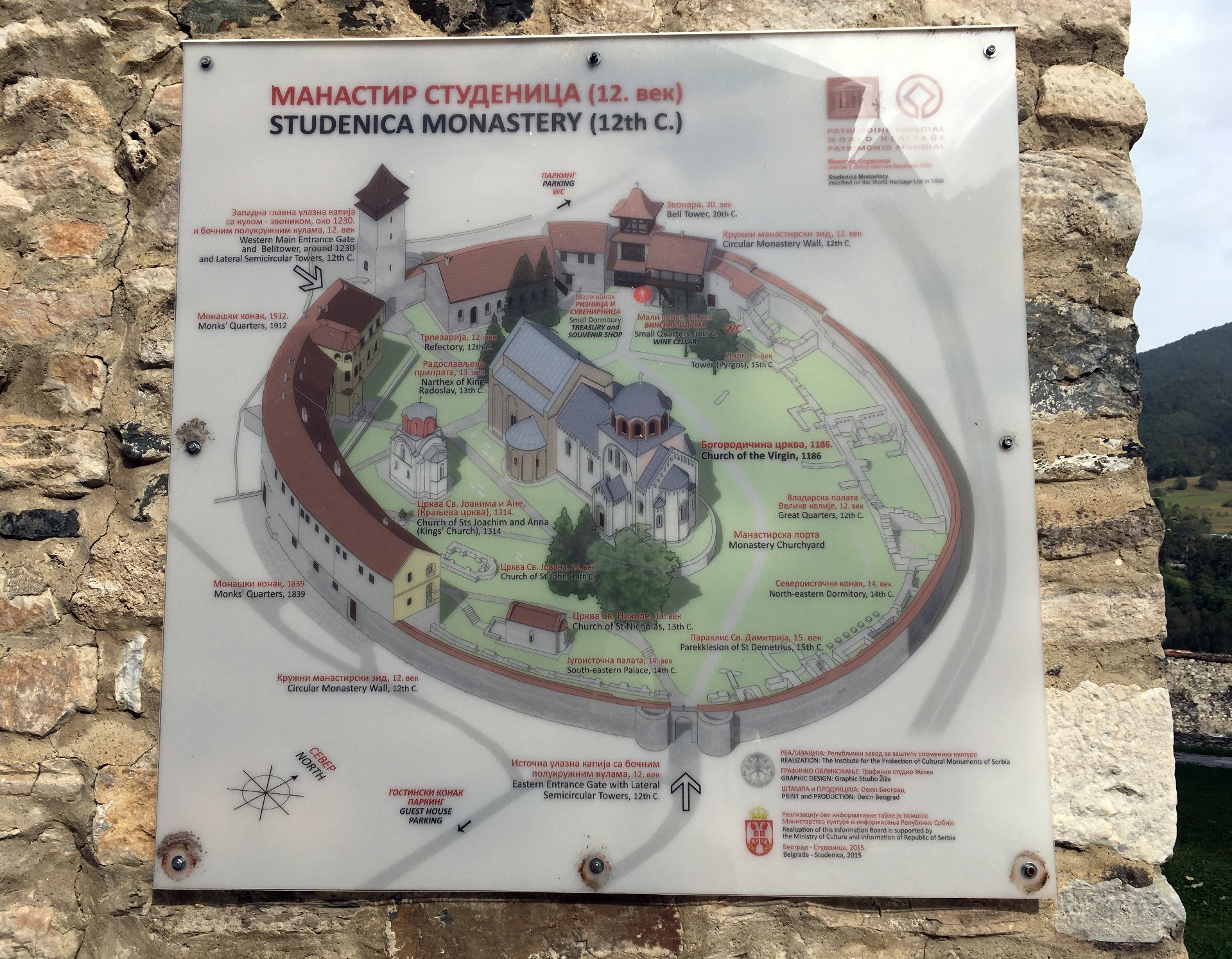
斯圖代尼察修道院導覽圖
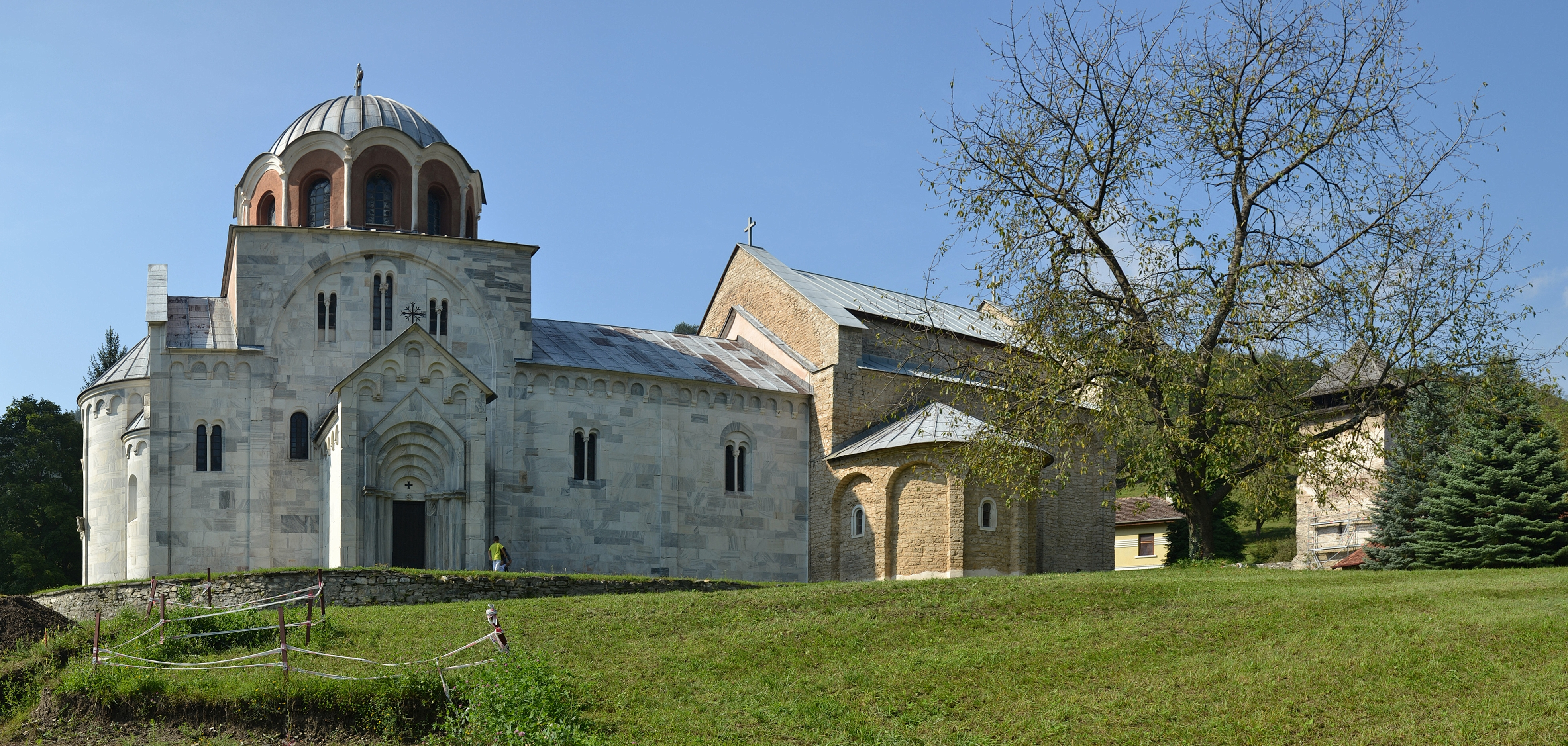
聖母教堂，建於1186年
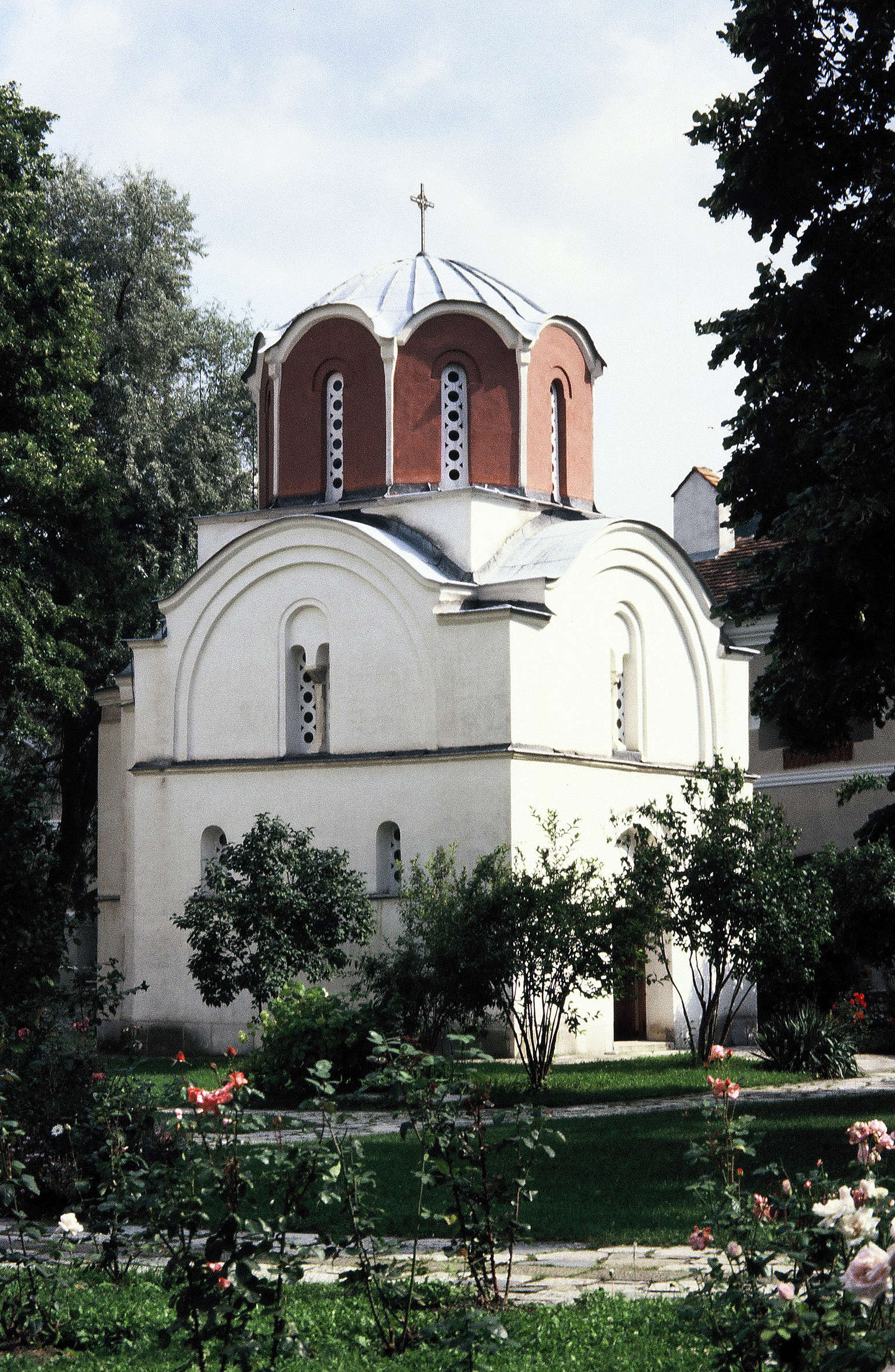
聖若亞敬與聖亞納教堂（另稱為國王教堂），建於1314年
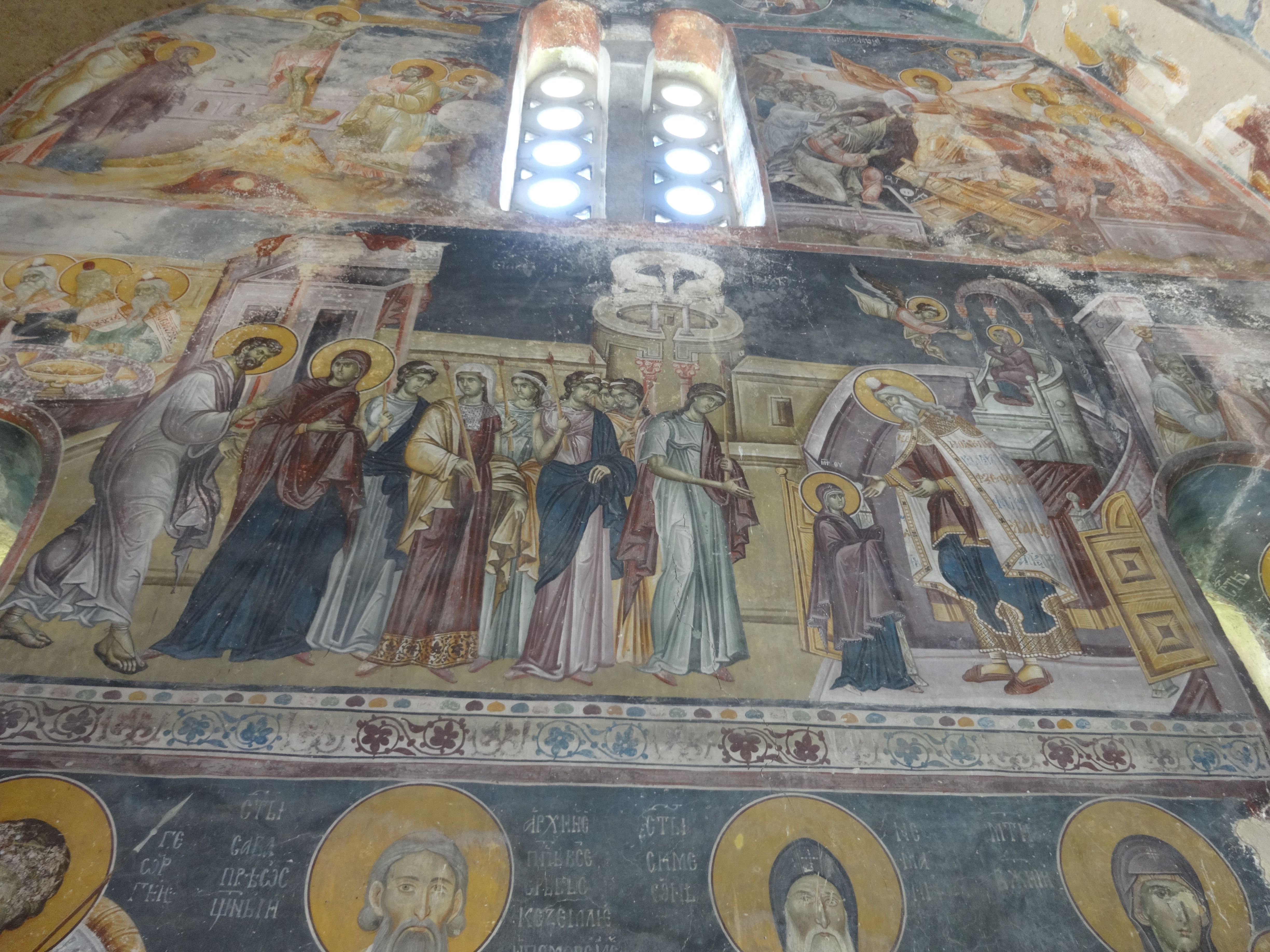
國王教堂內的濕壁畫，描述聖母生平事蹟
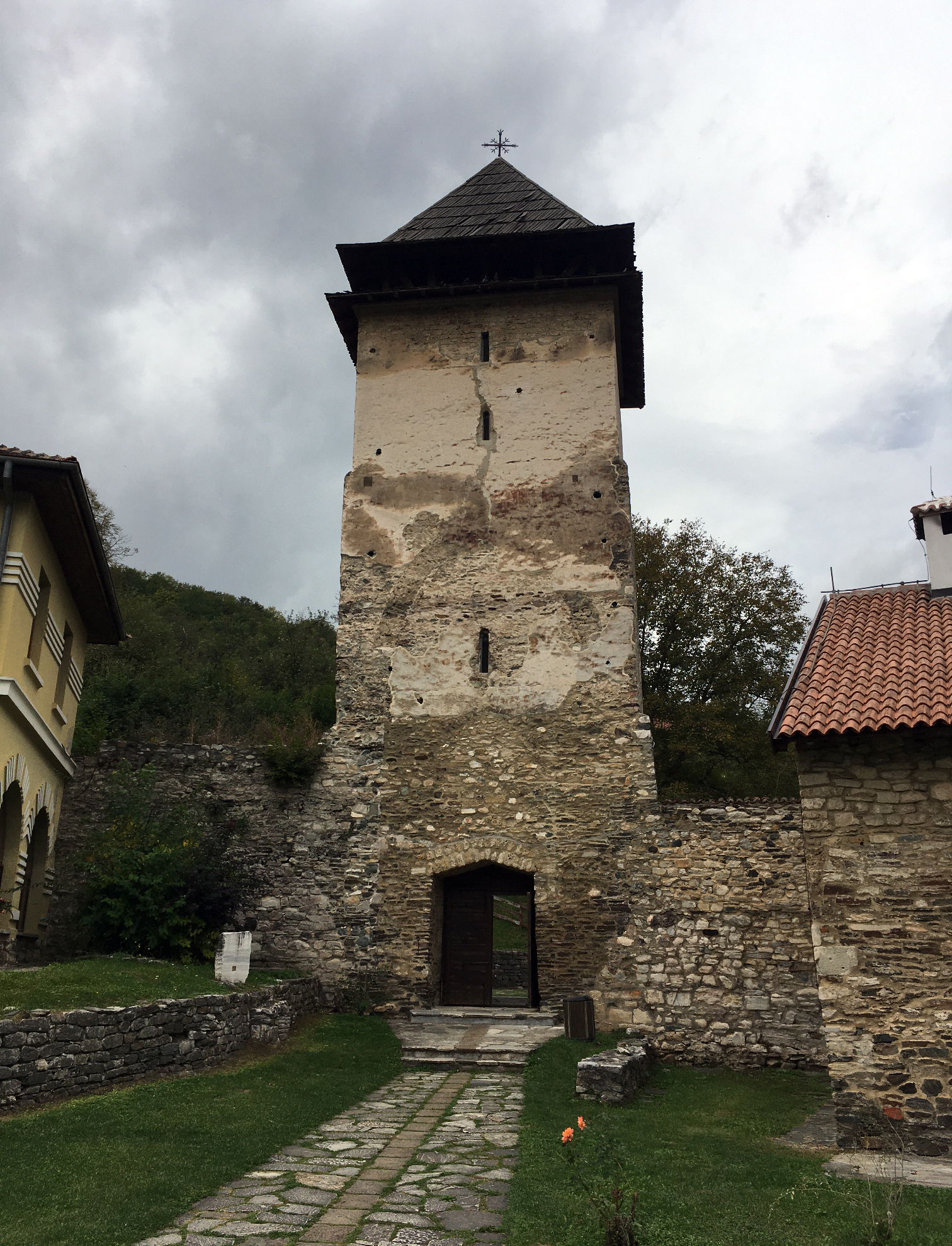
鐘塔，約建於1230年

## 外部連結
- （英文）TRANSROMANICA （页面存档备份，存于）
- （英文）serbia.com （页面存档备份，存于）
- （英文）孤獨星球 （页面存档备份，存于）